# 威爾明頓 (伊利諾伊州威爾縣)
威爾明頓（英語：Wilmington）是一個位於美國伊利諾伊州威爾縣的城市。

## 地理
威爾明頓的座標為41°18′27″N 88°08′46″W / 41.30750°N 88.14611°W，而該地的平均海拔高度為212米（即696英尺）。

## 人口
根據2010年美國人口普查的數據，威爾明頓的面積為25.93平方千米，當中陸地面積為24.25平方千米，而水域面積為1.68平方千米。當地共有人口5724人，而人口密度為每平方千米220.75人。